# Fīqān
Fīqān (persiska: فيقان, فِيقان, فيغان) är en ort i Iran.   Den ligger i provinsen Lorestan, i den centrala delen av landet, 300 km sydväst om huvudstaden Teheran. Fīqān ligger 2 137 meter över havet och antalet invånare är 258.
Terrängen runt Fīqān är kuperad söderut, men norrut är den platt.Runt Fīqān är det ganska glesbefolkat, med 29 invånare per kvadratkilometer. Närmaste större samhälle är Alīgūdarz, 12,7 km norr om Fīqān. Trakten runt Fīqān består i huvudsak av gräsmarker.